# Academia Croata de Ciencias y Artes

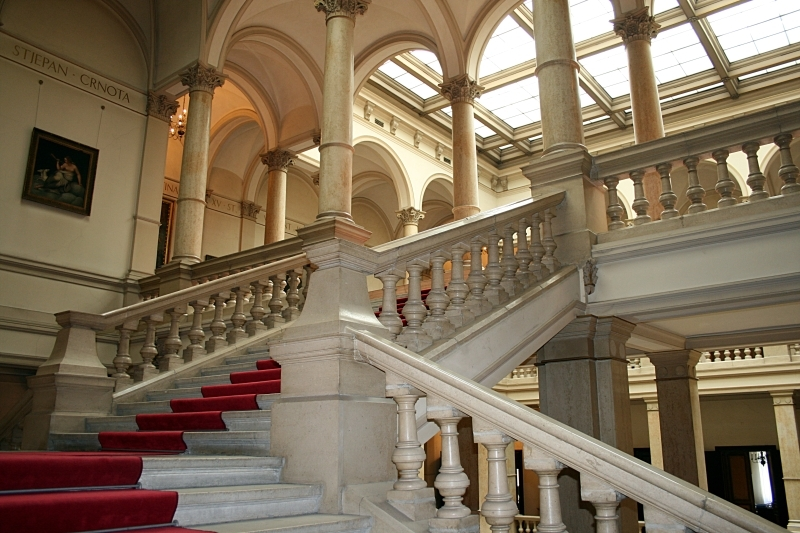
Interior del Palacio de Academia

La Academia Croata de Ciencias y Artes (en latín: Academia Scientiarum et Artium Croatica, en croata: Hrvatska akademija znanosti i umjetnosti, abreviado como HAZU) es la academia nacional de Croacia. Fue fundada en 1866 con el nombre de Academia yugoslava de Ciencias y Artes (Jugoslavenska akademija znanosti i umjetnosti, abbrev. JAZU), nombre bajo el que pasó la mayor parte de su existencia.

## Historia
La institución fue fundada en Zagreb el 29 de abril de 1861 por decisión del Parlamento croata (Sabor) como Academia Yugoslava de Ciencias y Artes. El obispo y benefactor Josip Juraj Strossmayer, un prominente defensor de la educación universitaria durante el nacionalismo romántico croata del siglo XIX, donó un fideicomiso para este propósito en 1860 al entonces virrey (ban) de Croacia Josip Šokčević para la causa.
Después de que algunos años de deliberaciones del Parlamento croata y del emperador Francisco José I, el proyecto fue finalmente sancionado por ley en 1866. El patrocinador oficial fue Josip Juraj Strossmayer, mientras que el primer Presidente de la Academia fue el historiador croata Franjo Rački. Đuro Daničić fue elegido secretario general de la Academia, donde jugó una función clave al preparar el diccionario de la Academia, "Diccionario croata o serbio de JAZU".
La creación de la Academia era la extensión lógica de la Universidad de Zagreb, institución inicialmente creada en 1669 y renovada por obispo Strossmayer en 1874. El obispo Strossmayer también inició el edificio del Palacio de Academia en el parque Zrinjevac de Zagreb, siendo completado en 1880. En 1884, el Palacio también pasó a albergar la Galería Strossmayer de Antiguos Maestros con 256 obras de arte (mayoritariamente pinturas). Hoy en día es una de las principales galerías de arte en Zagreb
La Academia empezó publicar la revista académica Rad en 1867. En 1882, cada departamento de la Academia pasó a  imprimir sus propias revistas. En 1887, la Academia publicó el primer "Ljetopis" como anuario, así como otras publicaciones en historia y etnología.
Ivan Supek, Mihailo Petrović, Dragutin Gorjanović-Kramberger y Lavoslav Ružička fueron miembros destacados de la JAZU.

### Cambios de nombre
La Academia cambió brevemente nombre de "yugoslava" a "croata" entre 1941 y 1945 durante el régimen títere del Estado Independiente de Croacia. Fue de nuevo rebautizada "croata" en 1991 después de que Croacia obtuviera su independencia de Yugoslavia.

## Departamentos
La Academia está dividida en nueve departamentos (clases):
- Departamento de Ciencias Sociales
- Departamento de Ciencias Matemáticas, Físicas y Químicas
- Departamento de Ciencias Naturales
- Departamento de Ciencias Médicas
- Departamento de Ciencias Filológicas
- Departamento de Literatura
- Departamento de Bellas Artes
- Departamento de Música y Musicología
- Departamento de Ciencias Técnicas

### El Instituto de Ciencias Históricas
Una de las unidades de investigación de la Academia es el Instituto de Ciencias Históricas. Está localizado en una villa del Renacimiento en Dubrovnik, y alberga una rica biblioteca con numerosos manuscritos. Dos revistas de revisión por pares son publicadas por el Instituto, plenamente disponibles en internet: Anali en croata y Dubrovnik Annals en inglés.

## Afiliación
Hay cuatro clases de miembros:
- Miembros plenos
- Miembros asociados
- Miembros honorarios
- Miembros correspondientes

El número de los miembros plenos y los miembros correspondientes está limitado a 160 por categoría, mientras el número máximo de miembros asociados es 100. El número de miembros plenos por departamento está limitado a 24. Solo los miembros plenos pueden usar el título de "académico" (en croata: akademik (varones) o akademkinja (mujeres)).

## Presidentes
| Imagen | Presidente         | Plazo         |
| ------ | ------------------ | ------------- |
|        | Franjo Rački       | 1866–1886     |
|        | Pavao Muhić        | 1886–1890     |
|        | Josip Torbar       | 1890–1900     |
|        | Tadija Smičiklas   | 1900–1914     |
|        | Tomislav Maretić   | 1914–1918     |
|        | Vladimir Mažuranić | 1918–1921     |
|        | Gustav Janeček     | 1921–1924     |
|        | Gavro Manojlović   | 1924–1933     |
|        | Albert Bazala      | 1933–1941     |
|        | Tomo Matić         | 1941–1946     |
|        | Andrija Štampar    | 1946–1958     |
|        | Grga Novak         | 1958–1978     |
|        | Jakov Sirotković   | 1978–1991     |
|        | Ivan Supek         | 1991–1997     |
|        | Ivo Padovan        | 1997–2004     |
|        | Milán Moguš        | 2004–2010     |
|        | Zvonko Kusić       | 2010–presente |

## Crítica
La Academia recientemente ha sido criticada y acusada de elegir a sus miembros por amiguismo y partidismo político más que por mérito científico y artístico. En 2006 surgieron críticas por la negativa de la Academia a admitir al Dr. Miroslav Radman, un afamado biólogo miembro de la Academia de Ciencias de Francia y defensor de un mayor nivel de meritocracia en la academia croata. Sus seguidores dentro de la Academia y los medios de comunicación lamentaron la decisión, al considerar que promovía el status quo.
El Dr. Ivo Banac, profesor en Yale y entonces diputado en el parlamento croata, dirigió un discurso lamentando la "dictadura de mediocridad" en la Academia, mientras el columnista del Globus Boris Dežulović satirizaba la institución como una "Academia de estupidez y obediencia". El Dr. Vladimir Paar, entre otros, defendió la decisión de la Academia y advirtió que, habiendo realizado la mayor parte de su trabajo fuera de Croacia, le correspondía un puesto de miembro correspondiente en vez de miembro pleno.
Nenad Ban, un famoso biólogo molecular de ETH Zúrich y miembro de la Academia alemana de Ciencias Naturales Leopoldina es sólo miembro correspondiente de HAZU. Ivan Đikić, otro famoso científico croata de la Universidad Goethe de Fráncfort y también un miembro de la academia Leopoldina no ha sido admitido en el HAZU ni como miembro asociado, pese a tener más citas que 18 miembros del Departamento de Ciencias Médicas juntos.
De 2005 a 2007, el Departamento de Ciencias Filológicas en la Academia realizó varios declaraciones sobre la situación lingüística en Croacia, que recibieron críticas por estar más basados en motivos nacionalistas que lingüísticos.